# Fluchthorn (Silvrettagruppen)
Fluchthorn är ett berg i Österrike, på gränsen till Schweiz. Det ligger i den västra delen av landet. Toppen på Fluchthorn ligger 3 396 meter över havet. Fluchthorn ingår i Silvrettagruppen.

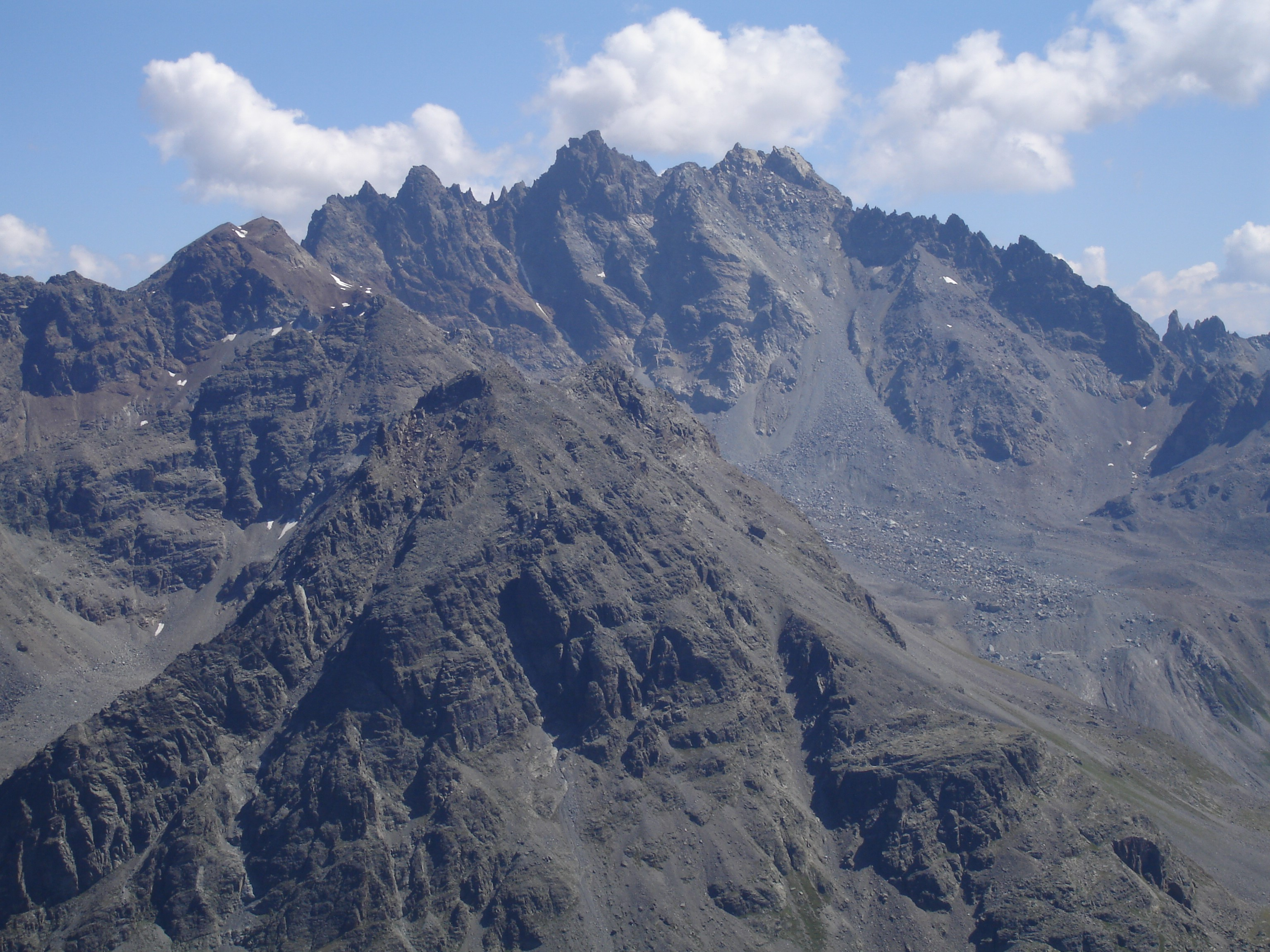
Fluchthorn efter jordskredet.

Fluchthorns sydtopp var tidigare högst med 3 398 m.ö.h., men efter ett stort jordskred den 11 juni 2023 omkring kl. 15.30 CEST är den nu bara 3 380 meter hög.
Fluchthorn är den högsta punkten i trakten, och den näst högsta i Silvrettagruppen efter Piz Linard.
Trakten runt Fluchthorn består i huvudsak av kala bergstoppar och isformationer.